# Henry Wilson Allen
Henry „Heck“ Allen (* 12. September 1912 in Kansas City, Missouri; † 26. Oktober 1991 in Van Nuys, Kalifornien) war ein US-amerikanischer Autor. Allen wurde unter den Pseudonymen „Will Henry“ und „Clay Fisher“ bekannt für Romane, Erzählungen und Kurzgeschichten, die sich mit der Thematik des sog. „Wilden Westens“ befassten. Unter dem Namen „Heck Allen“ schrieb er Zeichentrick-Drehbücher für Tex Avery.

## Leben
Henry Wilson Allen wuchs als eines von fünf Kindern in einem nicht gerade armen Elternhaus auf. Sein Vater war ein führender Hals-Nasen-Ohren-Chirurg, seine Mutter Künstlerin. Schon im Alter von elf Jahren entdeckte er sein Talent zum Schreiben und verfasste seine erste Kurzgeschichte, die vom Liberty Magazine veröffentlicht wurde. Nach Beendigung der High School besuchte er die Universität in Kansas City, brach sein Studium aber 1930 zu Beginn der großen „Dust Bowl Depression“ ab und zog wie zehntausende andere Menschen des Mittleren Westens nach Kalifornien. Da er dort jedoch keine Arbeit finden konnte, ging er zurück nach Kansas und setzte sein Studium fort. Die auf seiner Reise durch den amerikanischen Westen gesehenen Landschaften und Eindrücke ließen ihm keine Ruhe und so brach er im zweiten Jahr das Studium erneut ab.
Per Anhalter fuhr er auf der legendären Route 66 wieder Richtung Westen. In Colorado arbeitete er für fünf Monate als Handlanger in einer Goldmine. Im Spätwinter 1932 erreichte er mit 30 Dollar in der Tasche, ausgetretenen Cowboystiefeln, einem schwarzen Miller-Stetson auf dem Kopf und einem Blechkoffer erneut Kalifornien. Die ersten Jahre musste er sich mit Gelegenheitsjobs wie Stall- und Ladengehilfe durchschlagen. 1937 wurde er bei MGM als Drehbuchschreiber für Zeichentrickfilme fest angestellt.
1950 erschien sein erster Roman No Survivors (deutsch Der letzte Mann), der die berühmte Schlacht am Little Bighorn thematisiert. Von nun an hatte er sein Metier gefunden und es folgten über die kommenden Jahrzehnte hinweg viele Romane, Erzählungen und Kurzgeschichten aus allen möglichen Themenkreisen, die den „Wilden Westen“ betreffen.
Einige seiner Werke wurden erfolgreich verfilmt, so u. a. Yellowstone Kelly, Mackenna’s Gold mit Gregory Peck oder I, Tom Horn (deutsch Ich, Tom Horn) mit Steve McQueen.

## Filmografie (Auswahl)
Drehbuch
- 1944: Screwball Squirrel (Zeichentrickfilm, Regie: Tex Avery)
- 1945: Swing Shift Cinderella (Zeichentrick, Regie: Tex Avery)
- 1947: Slap Happy Lion
- 1948: Wet Blanket Policy (Zeichentrick, Regie: Dick Lundy)
- 1948: Wild and Woody!
- 1953: Little Johnny Jet
- 1954: Homesteader Droopy – Droopy im Wilden Westen (Zeichentrick, Regie: Tex Avery)
- 1960: Abenteuer im wilden Westen (Zane Grey Theater) (TV-Serie, eine Folge)

Literarische Vorlage
- 1954: Die Mestizin von Santa Fe (Santa Fe Passage)
- 1955: Drei Rivalen (The Tall Men)
- 1956: Dem Tode entronnen (Pillars of the Sky)
- 1959: Man nannte ihn Kelly (Yellowstone Kelly)
- 1968: Journey to Shiloh
- 1969: Mackenna’s Gold
- 1969: Der gnadenlose Rächer (Young Billy Young)
- 1991: Land der Vergessenen (Into the Badlands) (TV-Film)
- 1996: Tashunga – Gnadenlose Verfolgung (North Star)